# Cúc gai
Cúc gai (danh pháp hai phần: Cirsium leducei) là một loài thực vật có hoa trong họ Cúc. Loài này được (Franch.) H.Lév. mô tả khoa học đầu tiên năm 1915.